# Leopoldstädter Tempel
El Leopoldstädter Tempel fue la mayor sinagoga de Viena, en el distrito (Bezirk) de Leopoldstadt en Austria. También era conocida como la Bethaus Israelitische in der Wiener Vorstadt Leopoldstadt. Fue construida en 1858 en estilo neomorisco por el arquitecto Ludwig Förster. La fachada tripartita de la Leopoldstädter con su sección central elevada flanqueada por alas inferiores en cada lado se convirtió en el modelo para numerosas sinagogas revival moriscas, incluyendo la Sinagoga Zagreb, la Sinagoga Española de Praga, la Sinagoga Tempel en Cracovia y el Templo Coral en Bucarest.
Fue destruida durante la noche de los cristales rotos el 10 de noviembre de 1938.